# Pathécolor
Pathécolor, més tard rebatejat com a Pathéchrome, és un sistema de procediment de color que va desenvolupar Segundo de Chomón per a la realització de pel·lícules per als estudis Pathé al 1903. Consistia en un procés de tintat de pel·lícula a partir d'una plantilla mecànica.
El procés de plantilla Pathécolor no s'ha de confondre amb els noms comercials posteriors a aquest; com serien Pathé Color o Color by Pathé, els quals es poden veure en crèdits de pantalla i materials publicitaris.
El procés de plantilla no era un procés de fotografia en color i tampoc utilitzava pel·lícula en color, (de la mateixa manera que els processos de color de pel·lícules realitzats amb ordinador) simplement era una manera d'agregar colors arbitràriament seleccionats a pel·lícules originalment fotografiades i impreses en blanc i negre.
L'última pel·lícula en utilitzar aquest procés de la qual es té coneixement és Elstree Calling, una pel·lícula britànica del 1930 dirigida per Alfred Hitchcock per als Elstree Studios.

## Tècnica
El procés de color mitjançant plantilla, requeria que la pel·lícula fos tallada manualment, quadre per quadre, de la zona que anava a ser tenyida a un altre d'impressió idèntica; una per a cada color aplicat, els quals acostumaven a ser entre tres i sis.

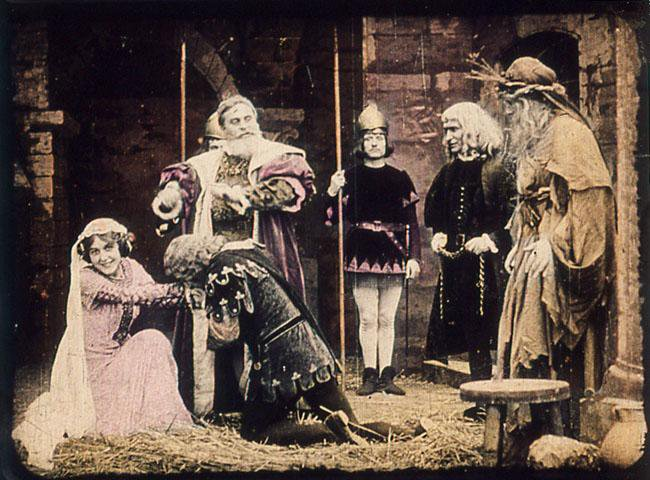
Fotograma d'un film processat amb Pathécolor.

El procés va millorar molt amb la introducció de la màquina de tallar, ja que aquesta podria seguir els contorns de les àrees de la imatge en una imatge ampliada a partir d'una impressió de guia projectada sobre un vidre esmerilat. Un pantògraf reduïa l'ampliació a la mida del marc, i la màquina realitzava el tall en la impressió de la plantilla amb una agulla.
Quan es tallava manualment, la gelatina s'havia de retirar de la impressió estampada per formar una tira transparent, en canvi, amb el procés de tall realitzat per la màquina, la plantilla es tallava en una plantilla en blanc directament. Per a cada color, la impressió de la plantilla s'introduïa en registre amb la impressió positiva, en una màquina d'impressió on s'aplicava el colorant àcid mitjançant una banda continua de vellut.

## Primer Film
Vida y Pasión de Cristo, de 1903, és la primera pel·lícula que es va realitzar mitjançant aquesta tècnica; i a l'hora, també és el primer film a color de tota la història.

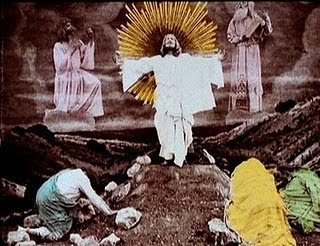
Fotograma de Vida y Pasión de Cristo.

És una pel·lícula francesa que van dirigir Lucien Nonguet i Ferdinand Zecca per a Pathé Frères, i la seva durada és de només 45 minuts. És una de les produccions més cèlebres dels primers anys del cinema tot i només comptar amb l'actuació de dos únics actors; Madame Moreau i Monsieur Moreau. Es va estrenar com una sèrie de 18 estampes, a les quals, successivament, se'ls va anar afegint més, fins que al 1905 va acabar comptant amb 31 estampes. Va ser utilitzada com a complement d'evangelització per missioners a Àfrica i Àsia durant molts anys a causa de la seva temàtica religiosa i bíblica.